# Ivan Reimann
Ivan Reimann (* 1. června 1957 Praha) je německý architekt českého původu.

## Život
Narodil se v rodině historika Michala Reimana. Od roku 1976 studoval architekturu na ČVUT. Ze studia byl v roce 1980 vyloučen. Emigroval do Německa, kde studoval na Technické univerzitě v Západním Berlíně. Studia ukončil v roce 1985. Krátce pracoval v projekční kanceláři Josefa Paula Kleihuese. Pokračoval ve studiu na Architectural Association School of Architecture v Londýně v letech 1986-1987. V roce 1987 založil se spolužáky Thomasem Müllerem a Andreasem Scholzem projekční kancelář Müller - Reimann - Scholz Architekten. Od roku 1994 je společníkem architektonického ateliéru Müller - Reimann Architekten.

## Pedagogická kariéra
V letech 1989–1994 byl asistentem profesora Jörn-Petera Schmidt-Thomsena na Technické univerzitě v Berlíně.
Od roku 1999 je profesorem architektury na Technické univerzitě v Drážďanech.

## Realizace (výběr)
- 1991–1993 Rekonstrukce a dostavba průmyslovho památkového objektu Albion na obytný dům, Groningen, Nizozemsko[3]
- 1993–1995 Haus Borchard, Berlín, Französische Straße 47, rekonstrukce domu s restaurací.
- 1993–1997 Königstadt-Terrassen, Berlín, Prenzlauer Berg, přestavba objektu bývalého pivovaru na kancelářskou budovu.
- 1997–1999 Spolkové ministerstvo zahraničí (Auswärtiges Amt), Berlín, Werderscher Markt 1,[4]
- 1993–2001 Wall House, realizace projektu amerického architekta Johna Hejduka, Groningen, Nizozemsko
- 2000–2002 Geschäftshaus Oranienplatz, Berlin, Oranienplatz 2 - přestavba bývalého obchodního domu,
- 2001–2006 Leipziger Platz 1–3, Berlín,[5]
- 2005–2009 Palác Zdar, Mírové náměstí 1, Ústí nad Labem,[6]
- 2004–2012 Anatomisches Theater Humboldt-Universität, Humboldtova univerzita, Berlín[7]
- 2008–2014 Spolkové ministerstvo vnitra (Bundesministerium des Innern), Berlín
- 2013-2019 Marienforum, Frankfurt nad Mohanem, novostavba kancelářské budovy[8]
- 2015–2018 rekonstrukce Goetheho divadla v Bad Lauchstädt (Göthe Theater Bad Lauchstadt), původní stavba Heinrich Gentz, 1802, rekonstrukce Thomas Müller Ivan Reimann Architekten 2015–2018[9]
- 2018 Vrchní zemský soud ve Stuttgartu (Oberlandesgericht Sruttgart - Sammheim)[10]
- 2017-2020 Bürocampus Brain Box Berlin, Eisenhutweg, Berlín - Adlershof[11][12]

## Galerie

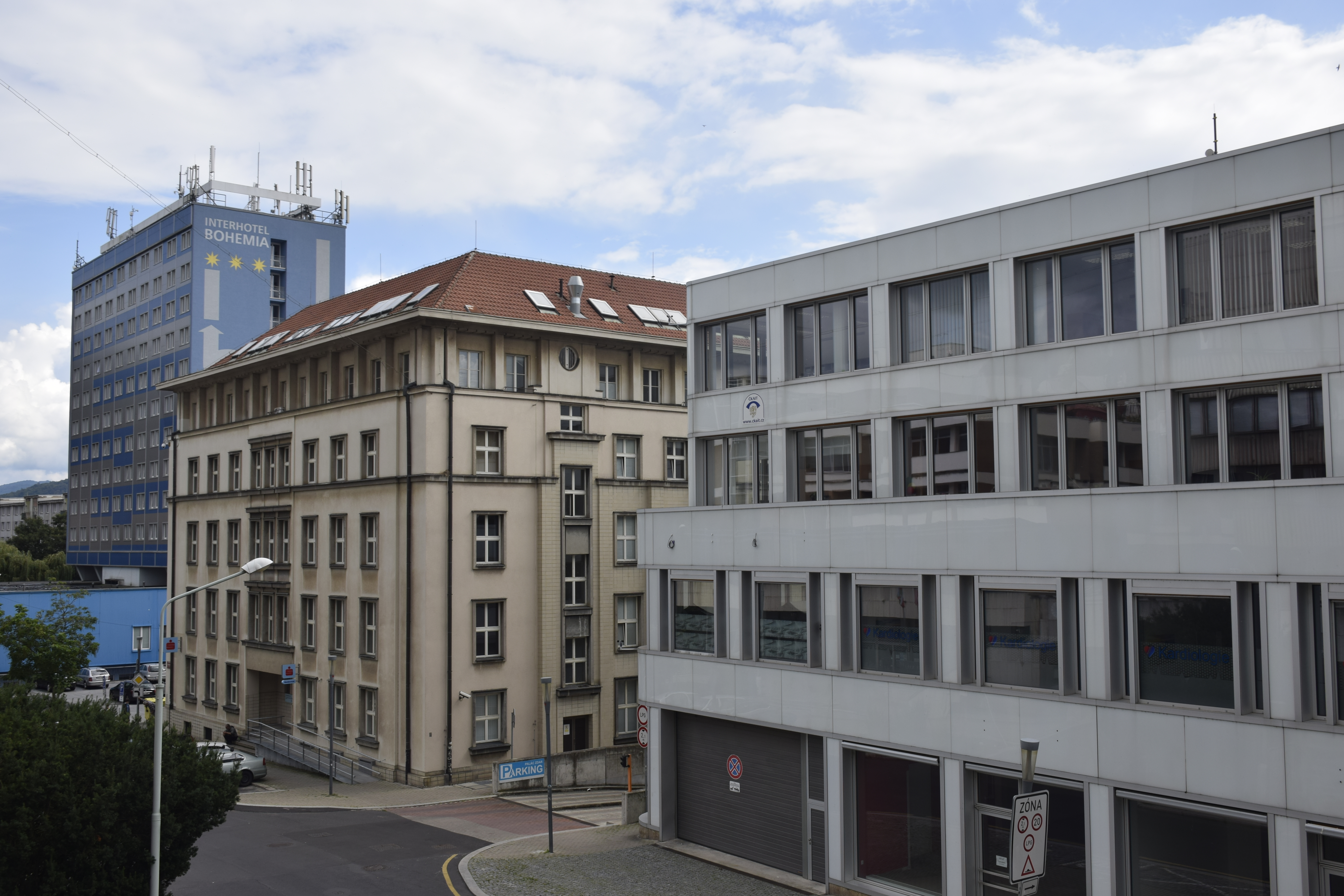
Palác Zdar (2009), Ústí nad Labem
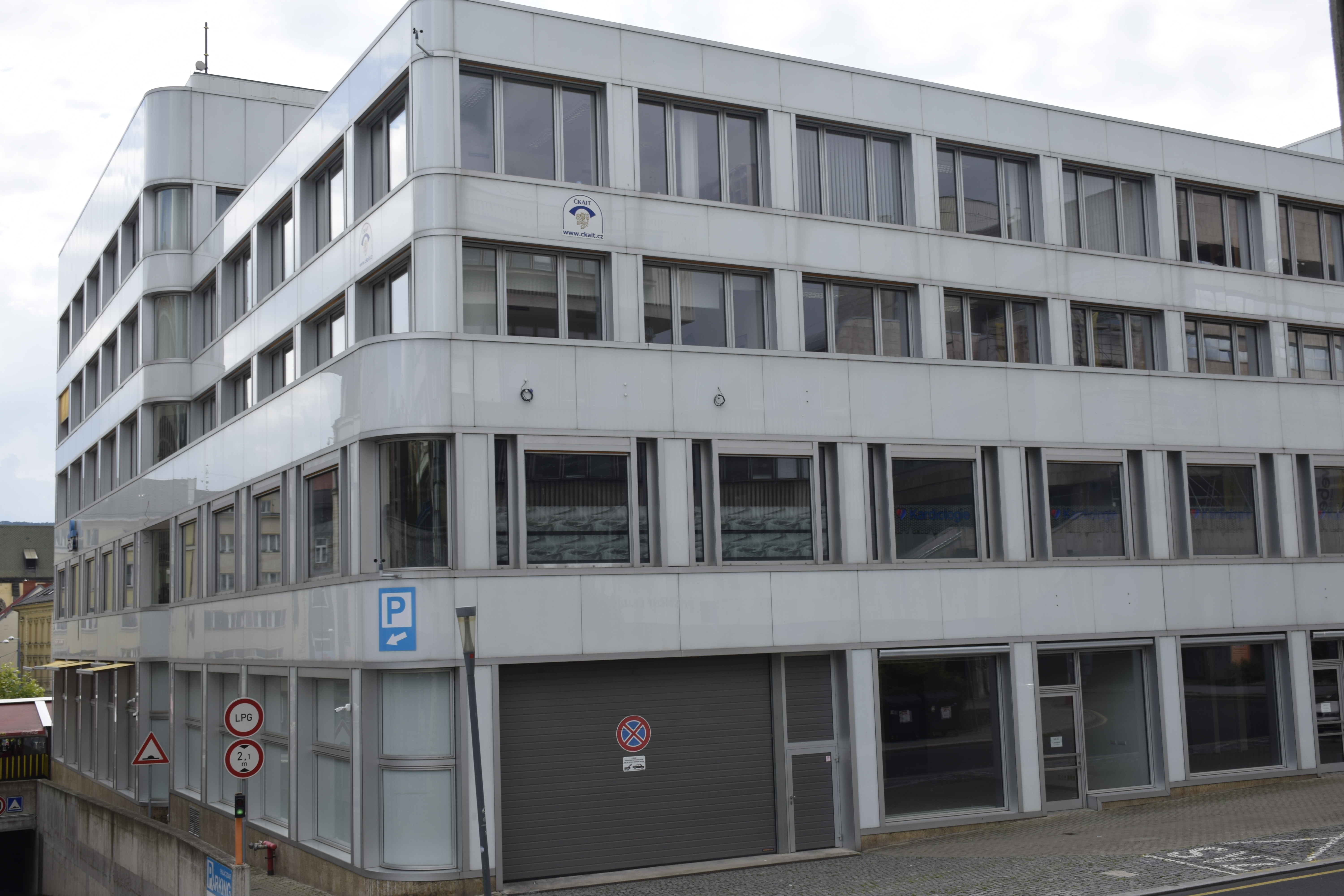
Palác Zdar
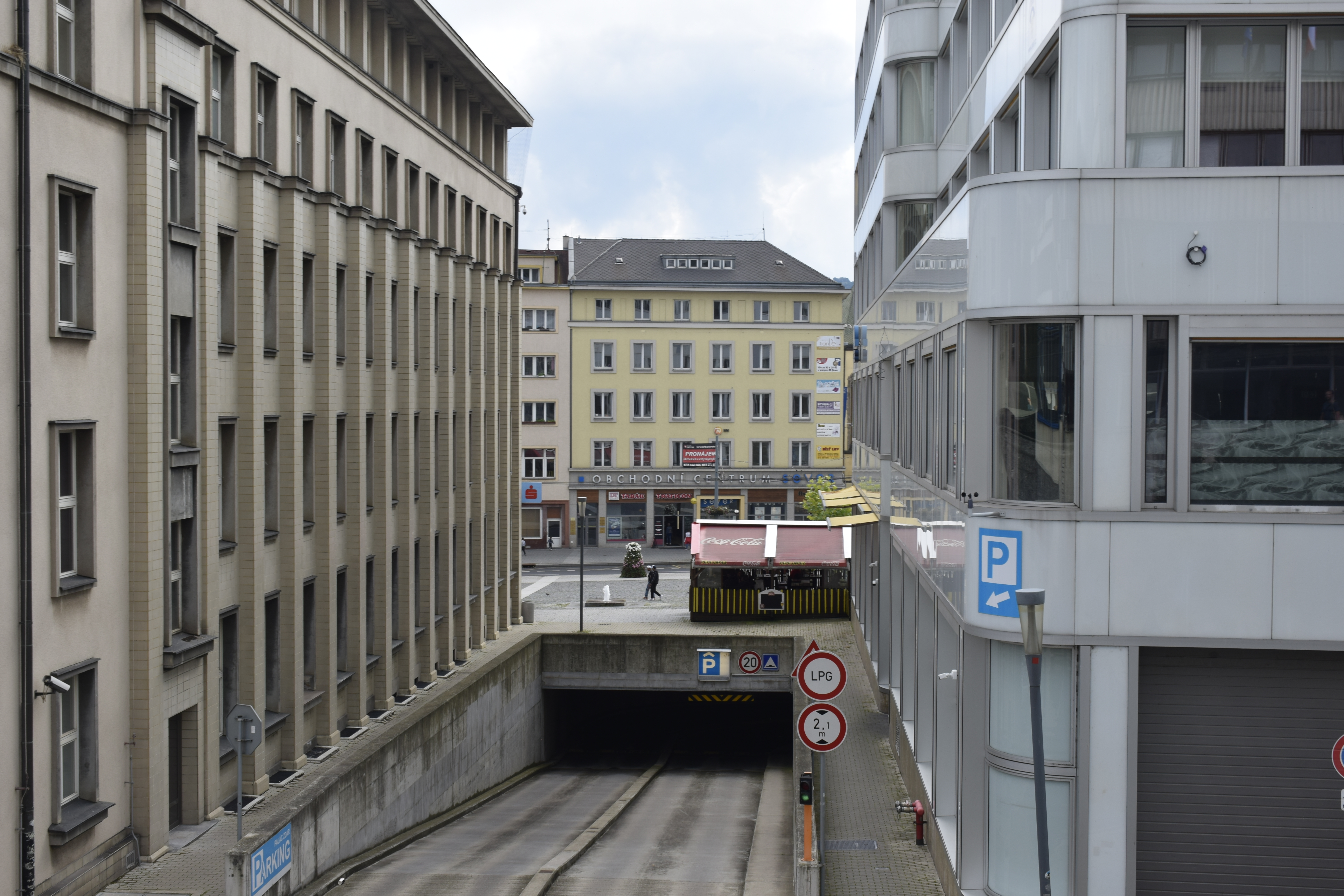
Palác Zdar, garáže
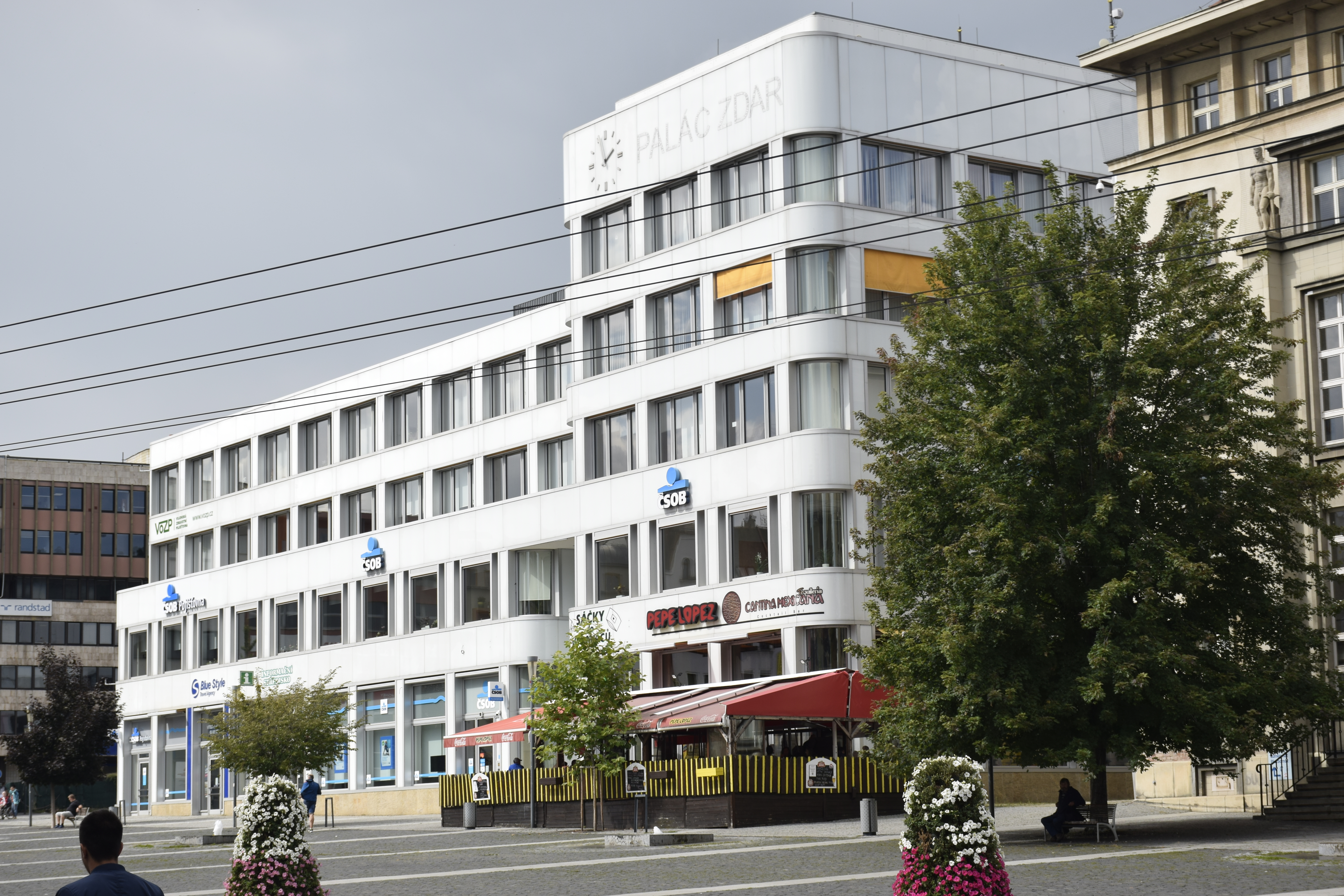
Palác Zdar, čelní pohled
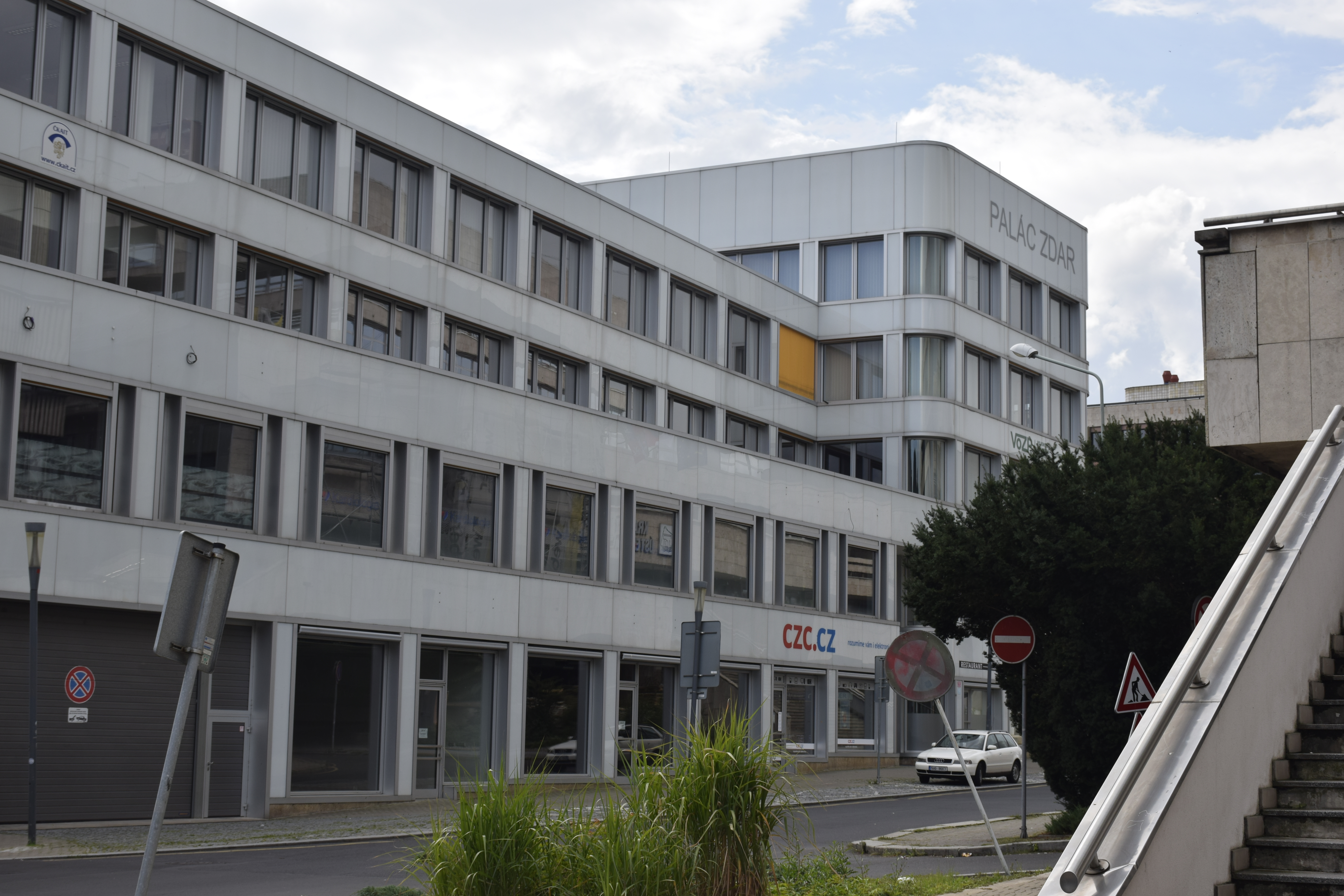
Palác Zdar
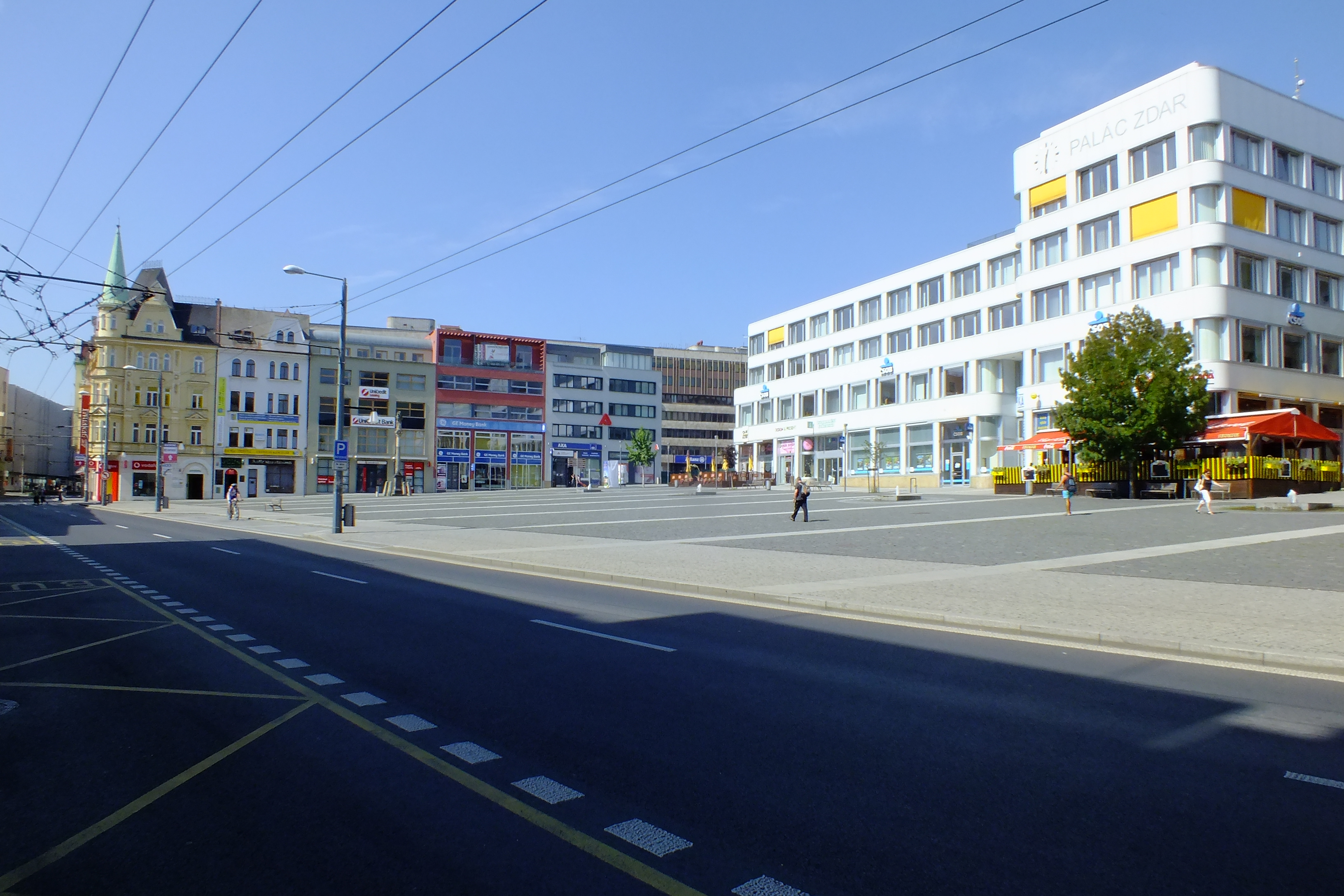
Palác Zdar, Mírové náměstí